# Carapichea ipecacuanha
L'ipecacuana (Carapichea ipecacuanha (Brot.) L.Andersson, 2002) è una pianta arbustiva appartenente alla famiglia delle Rubiaceae.

## Distribuzione e habitat
Questa specie è diffusa in Nicaragua, Costa Rica, Panama, Colombia e Brasile.

## Usi
Nella farmacopea viene usata la radice come emetico ed espettorante molto energico: lo sciroppo di ipecac.